# Szermierka na Igrzyskach Afrykańskich 2019
Szermierka na Igrzyskach Afrykańskich 2019 odbywała się w dniach 26–30 sierpnia 2019 roku w Centre National des Sports Moulay Rachid położonym w mieście Sala.

## Podsumowanie

### Klasyfikacja medalowa
| Klasyfikacja medalowa | Klasyfikacja medalowa         | Klasyfikacja medalowa | Klasyfikacja medalowa | Klasyfikacja medalowa | Klasyfikacja medalowa |
| Miejsce               | Państwo                       | Złoto                 | Srebro                | Brąz                  | Razem                 |
| --------------------- | ----------------------------- | --------------------- | --------------------- | --------------------- | --------------------- |
| 1                     | Egipt                         | 8                     | 5                     | 6                     | 19                    |
| 2                     | Tunezja                       | 3                     | 5                     | 2                     | 10                    |
| 3                     | Maroko                        | 1                     | 2                     | 4                     | 7                     |
| 4                     | Senegal                       | 0                     | 0                     | 4                     | 4                     |
| 5                     | Togo                          | 0                     | 0                     | 2                     | 2                     |
| 6                     | Wybrzeże Kości Słoniowej      | 0                     | 0                     | 1                     | 1                     |
| =                     | Demokratyczna Republika Konga | 0                     | 0                     | 1                     | 1                     |
| =                     | Libia                         | 0                     | 0                     | 1                     | 1                     |
| =                     | Mali                          | 0                     | 0                     | 1                     | 1                     |
| =                     | Mauretania                    | 0                     | 0                     | 1                     | 1                     |
| Razem                 | Razem                         | 12                    | 12                    | 23                    | 47                    |

### Medaliści
| Konkurencja          | 1. miejsce           | 2. miejsce            | 3. miejsce                       |           |
| Mężczyźni            | Mężczyźni            | Mężczyźni             | Mężczyźni                        | Mężczyźni |
| -------------------- | -------------------- | --------------------- | -------------------------------- | --------- |
| Floret indywidualnie | Alaaeldin Aboelkasem | Mohamed Ayoub Ferjani | Mohamed Desouky Mohamed Samandi  |           |
| Floret drużynowo     | Egipt                | Tunezja               | Wybrzeże Kości Słoniowej Maroko  |           |
| Szabla indywidualnie | Farès Ferjani        | Medhat Moatez         | Mohab Samer Ahmed Ferjani        |           |
| Szabla drużynowo     | Egipt                | Tunezja               | Mali Senegal                     |           |
| Szpada indywidualnie | Houssam El Kord      | Ahmed Saleh           | Mohammed Yasseen Satyadev Gunput |           |
| Szpada drużynowo     | Egipt                | Maroko                | Libia Senegal                    |           |
| Kobiety              |                      |                       |                                  |           |
| Floret indywidualnie | Inès Boubakri        | Noha Hany             | Yara Elsharkawy Youssra Zakarani |           |
| Floret drużynowo     | Egipt                | Tunezja               | Maroko Togo                      |           |
| Szabla indywidualnie | Nada Atawia          | Nour Hassaballah      | Lina Aly Jeanne Frebault         |           |
| Szabla drużynowo     | Egipt                | Tunezja               | Togo                             |           |
| Szpada indywidualnie | Sarra Besbes         | Sara Nounou           | Nardin Ehab Salimata Sabaly      |           |
| Szpada drużynowo     | Egipt                | Tunezja               | Maroko Senegal                   |           |